# ATP Finals 2017
De ATP Finals 2017 werden van 12 tot en met 19 november 2017 gehouden in The O2 Arena in Londen. Er werd indoor op hardcourtbanen gespeeld. Het deelnemersveld bestond uit de beste acht spelers/dubbels van de ATP Rankings. De titelverdediger in het enkelspel, Andy Murray, kon zich dit jaar niet kwalificeren, mede door blessureleed.

## Enkelspel

### Deelnemers
De acht geplaatste spelers + vervanger:
| Rang | Speler              | Resultaat             |
| ---- | ------------------- | --------------------- |
| 1.   | Rafael Nadal        | groepsfase, opgave    |
| 2.   | Roger Federer       | halve finale          |
| 3.   | Alexander Zverev    | groepsfase            |
| 4.   | Dominic Thiem       | groepsfase            |
| 5.   | Marin Čilić         | groepsfase            |
| 6.   | Grigor Dimitrov     | winnaar               |
| 7.   | David Goffin        | runner-up             |
| 8.   | Jack Sock           | halve finale          |
| 9.   | Pablo Carreño Busta | groepsfase, vervanger |

### Prijzengeld en ATP-punten
| Resultaat                    | Prijzengeld     | ATP-punten |
| ---------------------------- | --------------- | ---------- |
| winnaar zonder nederlaag     | $2.549.000      | 1500       |
| winnaar                      | GF + $1.785.000 | GF + 900   |
| finale                       | GF + $585.000   | GF + 400   |
| groepsfase (per overwinning) | $191.000        | 200        |
| deelnemers                   | $191.000        |            |
| vervangers                   | $105.000        |            |

GF = Resultaten behaald in de groepsfase

### Groepsfase
De eindstand in de groepsfase wordt bepaald door achtereenvolgend te kijken naar eerst het aantal overwinningen in combinatie met het aantal wedstrijden. Mochten er dan twee spelers gelijk staan wordt er naar het onderling resultaat gekeken. Mocht het aantal overwinningen en wedstrijden bij drie of vier spelers gelijk zijn, valt degene die minder dan drie wedstrijden heeft gespeeld sowieso af en wordt er vervolgens gekeken naar het percentage gewonnen sets en eventueel gewonnen games. Als er dan nog steeds geen ranglijst opgemaakt kan worden dan beslist de ATP-ranglijst opgemaakt na het ATP-toernooi van Parijs.

#### Groep Pete Sampras
|                 |                     | score               |
| --------------- | ------------------- | ------------------- |
| Grigor Dimitrov | Dominic Thiem       | 6-3, 5-7, 7-5       |
| David Goffin    | Rafael Nadal        | 7-6(5), 6-7(4), 6-4 |
| Grigor Dimitrov | David Goffin        | 6-0, 6-2            |
| Dominic Thiem   | Pablo Carreño Busta | 6-3, 3-6, 6-4       |
| David Goffin    | Dominic Thiem       | 6-4, 6-1            |
| Grigor Dimitrov | Pablo Carreño Busta | 6-1, 6-1            |

| Nr. | Speler              | Wedstrijd w-v | Sets w-v | Games w-v |
| --- | ------------------- | ------------- | -------- | --------- |
| 1   | Grigor Dimitrov     | 3-0           | 6-1      | 42-19     |
| 2   | David Goffin        | 2-1           | 4-3      | 33-34     |
| 3   | Dominic Thiem       | 1-2           | 3-5      | 35-43     |
| 4   | Rafael Nadal        | 0-1           | 1-2      | 17-19     |
| 5   | Pablo Carreño Busta | 0-2           | 1-4      | 15-27     |

#### Groep Boris Becker
|                  |                  | score            |
| ---------------- | ---------------- | ---------------- |
| Roger Federer    | Jack Sock        | 6-4, 7-6(4)      |
| Alexander Zverev | Marin Čilić      | 6-4, 3-6, 6-4    |
| Jack Sock        | Marin Čilić      | 5-7, 6-2, 7-6(4) |
| Roger Federer    | Alexander Zverev | 7-6(6), 5-7, 6-1 |
| Roger Federer    | Marin Čilić      | 6-7(5), 6-4, 6-1 |
| Jack Sock        | Alexander Zverev | 6-4, 1-6, 6-4    |

| Nr. | Speler           | Wedstrijd w-v | Sets w-v | Games w-v |
| --- | ---------------- | ------------- | -------- | --------- |
| 1   | Roger Federer    | 3-0           | 6-2      | 49-36     |
| 2   | Jack Sock        | 2-1           | 4-4      | 41-42     |
| 3   | Alexander Zverev | 1-2           | 4-5      | 43-45     |
| 4   | Marin Čilić      | 0-3           | 3-6      | 41-51     |

### Eindfase
|  | Halve finale | Halve finale    | Halve finale | Halve finale | Halve finale |   |               | Finale          | Finale | Finale | Finale | Finale |
|  |              |                 |              |              |              |   |               |                 |        |        |        |        |
|  | 6            | Grigor Dimitrov | 4            | 6            | 6            |   |               |                 |        |        |        |        |
|  | 8            | Jack Sock       | 6            | 0            | 3            |   |               |                 |        |        |        |        |
|  | 8            | Jack Sock       | 6            | 0            | 3            |   | 6             | Grigor Dimitrov | 7      | 4      | 6      |        |
|  |              |                 |              |              |              |   | 6             | Grigor Dimitrov | 7      | 4      | 6      |        |
|  |              | 7               | David Goffin | 5            | 6            | 3 |               |                 |        |        |        |        |
|  | 2            | 7               | David Goffin | 5            | 6            | 3 | Roger Federer | 6               | 3      | 4      |        |        |
|  | 2            |                 |              |              |              |   | Roger Federer | 6               | 3      | 4      |        |        |
|  | 7            | David Goffin    | 2            | 6            | 6            |   |               |                 |        |        |        |        |

## Dubbelspel

### Deelnemers
De acht geplaatste teams:
| Rang | Team                                | Resultaat              |
| ---- | ----------------------------------- | ---------------------- |
| 1.   | Łukasz Kubot Marcelo Melo           | runners-up             |
| 2.   | Henri Kontinen John Peers           | winnaars               |
| 3.   | Jean-Julien Rojer Horia Tecău       | groepsfase             |
| 4.   | Jamie Murray Bruno Soares           | halve finale           |
| 5.   | Bob Bryan Mike Bryan                | groepsfase             |
| 6.   | Pierre-Hugues Herbert Nicolas Mahut | groepsfase, opgave     |
| 7.   | Ivan Dodig Marcel Granollers        | groepsfase, opgave     |
| 8.   | Ryan Harrison Michael Venus         | halve finale           |
| 9.   | Oliver Marach Mate Pavić            | groepsfase, vervangers |
| 10.  | Raven Klaasen Rajeev Ram            | groepsfase, vervangers |

### Prijzengeld en ATP-punten
| Resultaat                    | Prijzengeld  | ATP-punten |
| ---------------------------- | ------------ | ---------- |
| winnaar zonder nederlaag     | $486.000     | 1500       |
| winnaar                      | GF+ $284.000 | GF+900     |
| finale                       | GF+ $96.000  | GF+400     |
| groepsfase (per overwinning) | $36.000      | 200        |
| deelnemers                   | $94.000      |            |
| vervangers                   | $36.000      |            |

### Groepsfase
De eindstand in de groepsfase wordt bepaald door achtereenvolgend te kijken naar eerst het aantal overwinningen in combinatie met het aantal wedstrijden. Mochten er dan twee koppels gelijk staan wordt er naar het onderling resultaat gekeken. Mocht het aantal overwinningen en wedstrijden bij drie of vier koppels gelijk zijn, valt het koppel dat minder dan drie wedstrijden heeft gespeeld sowieso af en wordt er vervolgens gekeken naar het percentage gewonnen sets en eventueel gewonnen games. Als er dan nog steeds geen ranglijst opgemaakt kan worden dan beslist de ATP-ranglijst opgemaakt na het ATP-toernooi van Parijs.

#### Groep Woodbridge/Woodforde
|                           |                              | score               |
| ------------------------- | ---------------------------- | ------------------- |
| Bob Bryan Mike Bryan      | Jamie Murray Bruno Soares    | 7-5, 6-7(3), [10-8] |
| Łukasz Kubot Marcelo Melo | Ivan Dodig Marcel Granollers | 7-6(2), 6-4         |
| Łukasz Kubot Marcelo Melo | Bob Bryan Mike Bryan         | 6-4, 6-3            |
| Jamie Murray Bruno Soares | Ivan Dodig Marcel Granollers | 6-1, 6-1            |
| Oliver Marach Mate Pavić  | Bob Bryan Mike Bryan         | 6-4, 6-4            |
| Jamie Murray Bruno Soares | Łukasz Kubot Marcelo Melo    | 6-2, 6-4            |

| Nr. | Team                         | Wedstrijd w-v | Sets w-v | Games w-v |
| --- | ---------------------------- | ------------- | -------- | --------- |
| 1   | Jamie Murray Bruno Soares    | 2-1           | 5-2      | 36-22     |
| 2   | Łukasz Kubot Marcelo Melo    | 2-1           | 4-2      | 31-29     |
| 3   | Oliver Marach Mate Pavić     | 1-0           | 2-0      | 12-8      |
| 4   | Bob Bryan Mike Bryan         | 1-2           | 2-5      | 29-36     |
| 5   | Ivan Dodig Marcel Granollers | 0-2           | 0-4      | 12-25     |

#### Groep Eltingh/Haarhuis
|                                     |                                     | score               |
| ----------------------------------- | ----------------------------------- | ------------------- |
| Ryan Harrison Michael Venus         | Henri Kontinen John Peers           | 6-4, 7-6(8)         |
| Pierre-Hugues Herbert Nicolas Mahut | Jean-Julien Rojer Horia Tecău       | 1-6, 7-6(7), [10-8] |
| Henri Kontinen John Peers           | Jean-Julien Rojer Horia Tecău       | 7-6(3), 7-6(6)      |
| Ryan Harrison Michael Venus         | Pierre-Hugues Herbert Nicolas Mahut | 6-7(4), 6-4, [10-5] |
| Henri Kontinen John Peers           | Raven Klaasen Rajeev Ram            | 2-6, 6-1, [10-8]    |
| Ryan Harrison Michael Venus         | Jean-Julien Rojer Horia Tecău       | 6-3, 7-6(5)         |

| Nr. | Team                                | Wedstrijd w-v | Sets w-v | Games w-v |
| --- | ----------------------------------- | ------------- | -------- | --------- |
| 1   | Ryan Harrison Michael Venus         | 3-0           | 6-1      | 39-30     |
| 2   | Henri Kontinen John Peers           | 2-1           | 4-3      | 33-32     |
| 3   | Pierre-Hugues Herbert Nicolas Mahut | 1-1           | 3-3      | 20-25     |
| 4   | Raven Klaasen Rajeev Ram            | 0-1           | 1-2      | 7-9       |
| 5   | Jean-Julien Rojer Horia Tecău       | 0-3           | 1-6      | 33-36     |

### Eindfase
|  | Halve finale | Halve finale              | Halve finale              | Halve finale | Halve finale |                             |                           | Finale | Finale | Finale | Finale | Finale |
|  |              |                           |                           |              |              |                             |                           |        |        |        |        |        |
|  | 4            | Jamie Murray Bruno Soares | 62                        | 2            |              |                             |                           |        |        |        |        |        |
|  | 2            | Henri Kontinen John Peers | 7                         | 6            |              |                             |                           |        |        |        |        |        |
|  | 2            | Henri Kontinen John Peers | 7                         | 6            |              | 2                           | Henri Kontinen John Peers | 6      | 6      |        |        |        |
|  |              |                           |                           |              |              | 2                           | Henri Kontinen John Peers | 6      | 6      |        |        |        |
|  |              | 1                         | Łukasz Kubot Marcelo Melo | 4            | 2            |                             |                           |        |        |        |        |        |
|  | 8            | 1                         | Łukasz Kubot Marcelo Melo | 4            | 2            | Ryan Harrison Michael Venus | 1                         | 4      |        |        |        |        |
|  | 8            |                           |                           |              |              | Ryan Harrison Michael Venus | 1                         | 4      |        |        |        |        |
|  | 1            | Łukasz Kubot Marcelo Melo | 6                         | 6            |              |                             |                           |        |        |        |        |        |